# 王來聘
王來聘（1534年—？），字席珍，號桃山，山西太原府壽陽縣人，軍籍，明朝政治人物。

## 生平
嘉靖三十七年（1558年）戊午科山西鄉試第四十八名舉人。隆慶五年（1571年）中式辛未科會試第九十九名，三甲第一百六十二名進士。通政司觀政，授行人，萬曆三年（1575年）升刑部主事，卒于官。

## 家族
曾祖王雄；祖父王朝用；父王麟，省祭官。母郝氏。永感下。弟来宾、来召、来问、来荐。